# 布魯斯高夫站
布魯斯高夫站（英語：Bruce Grove railway station）是位於倫敦托特納姆地區的一個車站，開通於1872年7月22日。現在布魯斯高夫站是倫敦地上鐵的車站，平均每小時有一班開往利物浦街車站的列車。2015年，布魯斯高夫站的業務由大盎格利亞移交至倫敦地上鐵。

## 外部連結
- 列车时刻表及车站信息：布魯斯高夫站，来自英国铁路官方网站